# Scytalopus schulenbergi
El churrín diademado (Scytalopus schulenbergi), también denominado tapaculo diademado (en Perú) o churrín de diadema, es una especie de ave paseriforme perteneciente al numeroso género Scytalopus de la familia Rhinocryptidae. Es nativo de los Andes del centro oeste de América del Sur.

## Distribución y hábitat
Se distribuye desde el sureste de Perú (Cordillera Vilcanota, en Cuzco) hacia el este hasta el centro de Bolivia (Yungas de Cochabamba).
Es bastante común en el sotobosque de selvas montanas húmedas altas, cerca de la línea de vegetación, principalmente entre los 2800 y los 3400 m s. n. m. de altitud.